# دیتریش وایز
دیتریش وایز (انگلیسی: Dietrich Weise; ۲۱ نوامبر ۱۹۳۴ – ۲۰ دسامبر ۲۰۲۰) بازیکن فوتبال اهل آلمان بود.
از باشگاه‌هایی که در آن بازی کرده‌است می‌توان به باشگاه فوتبال آینتراخت فرانکفورت و باشگاه فوتبال ماینتس ۰۵ اشاره کرد.